# Aciconula acanthosoma
Aciconula acanthosoma is een vlokreeftensoort uit de familie van de Caprellidae. De wetenschappelijke naam van de soort is voor het eerst geldig gepubliceerd in 1989 door Chess.